# Manifest Russell-Einstein
El Manifest Russell-Einstein és un text redactat per Bertrand Russell a Londres el 9 de juliol del 1955, enmig del període històric conegut com a Guerra Freda. Ressalta els perills de les armes nuclears i fa una crida als líders mundials per buscar solucions pacífiques al conflicte internacional. Va ser signat per 11 preeminents intel·lectuals i científics, entre ells Albert Einstein, dies abans de la seva mort el 18 d'abril del 1955. Uns dies després de ser publicat, el filantrop Cyrus Eaton es va oferir a esponsoritzar una conferència -demanada en el manifest- a Pugwash, Nova Escòcia (Canadà), el lloc on Eaton va néixer. Aquesta conferència, que va tenir lloc el juliol de 1957, va ser la primera de les Conferències Pugwash de Ciència i Afers Mundials.

## Signants del manifest
- Max Born
- Percy W. Bridgman
- Albert Einstein
- Leopold Infeld
- Frédéric Joliot-Curie
- Herman J. Muller
- Linus Pauling
- Cecil F. Powell
- Józef Rotblat
- Bertrand Russell
- Hideki Yukawa